# Dicranomyia (Glochina) kinensis
Dicranomyia (Glochina) kinensis is een tweevleugelige uit de familie steltmuggen (Limoniidae). De soort komt voor in het Palearctisch gebied.